# Everard van Royen

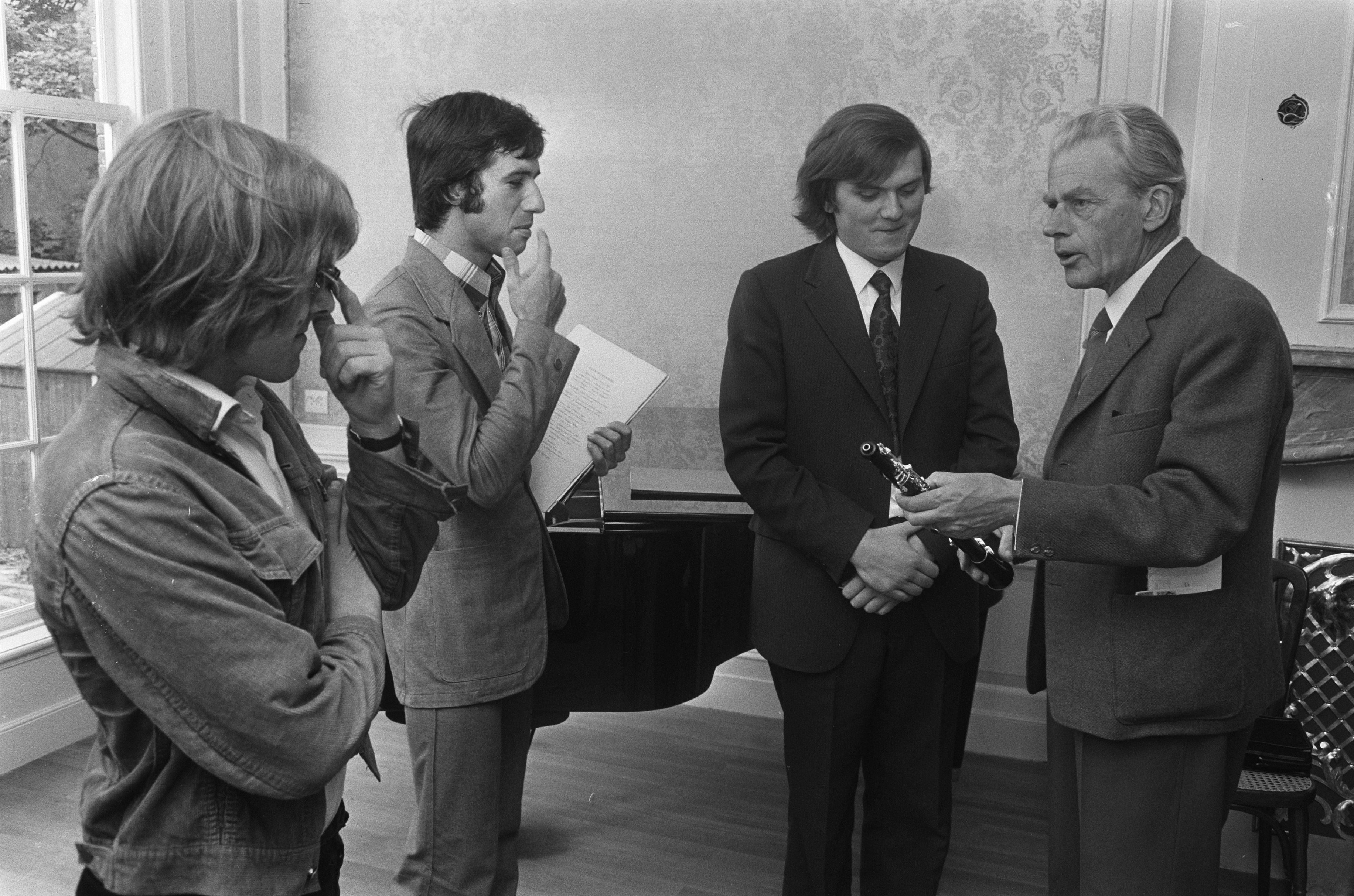
Everard van Royen, rechts. (1973)

Everard Jacob van Royen (Amsterdam, 14 april 1913 - aldaar, 12 februari 1987) was een Nederlands fluitist en directeur van het Muzieklyceum, een van de voorlopers van het Conservatorium van Amsterdam.

## Levensloop
Everard was een zoon van Adriaan Jan van Royen en Levina Anna Catharina van der Lek de Clerq. Zijn vader was rechter en (vice-)president van de arrondissementsrechtbank Amsterdam en telg uit het geslacht Van Roijen, zijn moeder was telg uit het geslacht Van der Lek de Clerq. Everard doorliep het Barlaeus Gymnasium en de literair-economische HBS. Aanvankelijk kreeg hij piano- en klavecimbelles, maar hij schakelde op 14-jarige leeftijd over op dwarsfluit. Hij volgde een opleiding bij Paul Loewer aan het Muzieklyceum. Everard was daarnaast werkzaam voor het dansorkest The Melody Makers dat hij in 1930 had opgericht. Na zijn eindexamen studeerde hij in Parijs bij Pierre Monteux (orkestdirectie), bij enkele fluitisten en bij Wanda Landowska (interpretatie oude muziek). Hier ontmoette hij de klaveciniste Gusta Goldschmidt. Everard en Gusta vormden een duo en brachten recitals van baroksonates, mede dankzij de lessen van Landowska. Als fluitist van het Rosa Spier Quintet tussen 1938 en 1940 kreeg hij bovendien de gelegenheid met Rosa Spier en andere leden van het Concertgebouworkest samen te spelen. Eind 1938 werd hij docent aan de muziekschool van het Muzieklyceum.
Everard en Gusta trouwden 12 juni 1940. Zij kwamen in het verzet terecht. Gusta was Joods maar was door haar huwelijk met Everard voorlopig gevrijwaard van deportatie. Hun woning aan de Murillostraat 2 bood regelmatig plaats aan Joodse onderduikers als overgang naar een adres in de provincie. Everard leerde vingerafdrukken maken ten behoeve van valse persoonsbewijzen. Op 18 februari 1943 werd Everard gearresteerd en kwam uiteindelijk met Gusta in Kamp Vught terecht. Hij kreeg er een zware longontsteking. Na herstel kreeg hij een baantje in het Krankenrevier. Daar werd ook gewerkt aan een kamporkest door Piet van den Hurk. Zo gaf Everard kamermuziekconcertjes met de componist Marius Flothuis aan de piano. Flothuis componeerde in 1944 als verjaardagscadeau een Aubade voor Everard. Toen Everard zijn straf had uitgezeten werd hij naar Kamp Amersfoort verplaatst in afwachting van dwangarbeid in Duitsland. Hij simuleerde een ziekte en werd vrijgelaten. Gusta was echter naar Kamp Westerbork gestuurd. Hij trok naar de omgeving van Westerbork en raakte betrokken bij mensen die contacten onderhielden met mensen in het kamp. Hij werd weer opgepakt voor dwangarbeid maar wist in het ziekenhuis in Assen een functie van ontluizer voor dwangarbeiders te krijgen. Toen voor het oosten van het land de oorlog beëindigd was haalde hij zijn vrouw uit het gevangenkamp en zij kreeg een baantje in de keuken van het ziekenhuis.
Na de oorlog ging Everard weer als musicus aan de slag. In 1947 richtte hij het gezelschap Alma Musica op dat weinig bekend werk uit de 17de en 18de eeuw ten gehore ging brengen. Hij volgde in 1952 Dirk Jacobus Balfoort op als conservator voor de muziekhistorische afdeling van het Haags Gemeentemuseum. Na een jaar werd hij tot directeur van het Muzieklyceum benoemd. Tot dan toe was het Muzieklyceum nog geen volwaardige vakopleiding, maar in 1955 kreeg het Muzieklyceum door zijn inspanning de status van conservatorium. Hij was medeoprichter van het Studiefonds Oskar Back en het Nationaal Vioolconcours Oskar Back.
Na zijn scheiding van Gusta Goldschmidt in 1954 (1 dochter) hertrouwde hij in 1956 met de fluitiste Madeline Menten, met wie hij nog 2 dochters zou krijgen. Zij woonden vanaf 1957 aan de Mozartkade 14. 
Everards gezondheid verslechterde op den duur. Zijn longfunctie nam steeds verder af, onder andere door slecht behandelde longontstekingen tijdens de oorlog. Op 30 september 1976 nam hij in de Kleine Zaal van het Concertgebouw afscheid van het Muzieklyceum dat kort daarvoor in het Sweelinck Conservatorium was opgegaan.
Everard van Royen overleed op 12 februari 1987. Hij werd op Zorgvlied begraven.